# Golfspanning

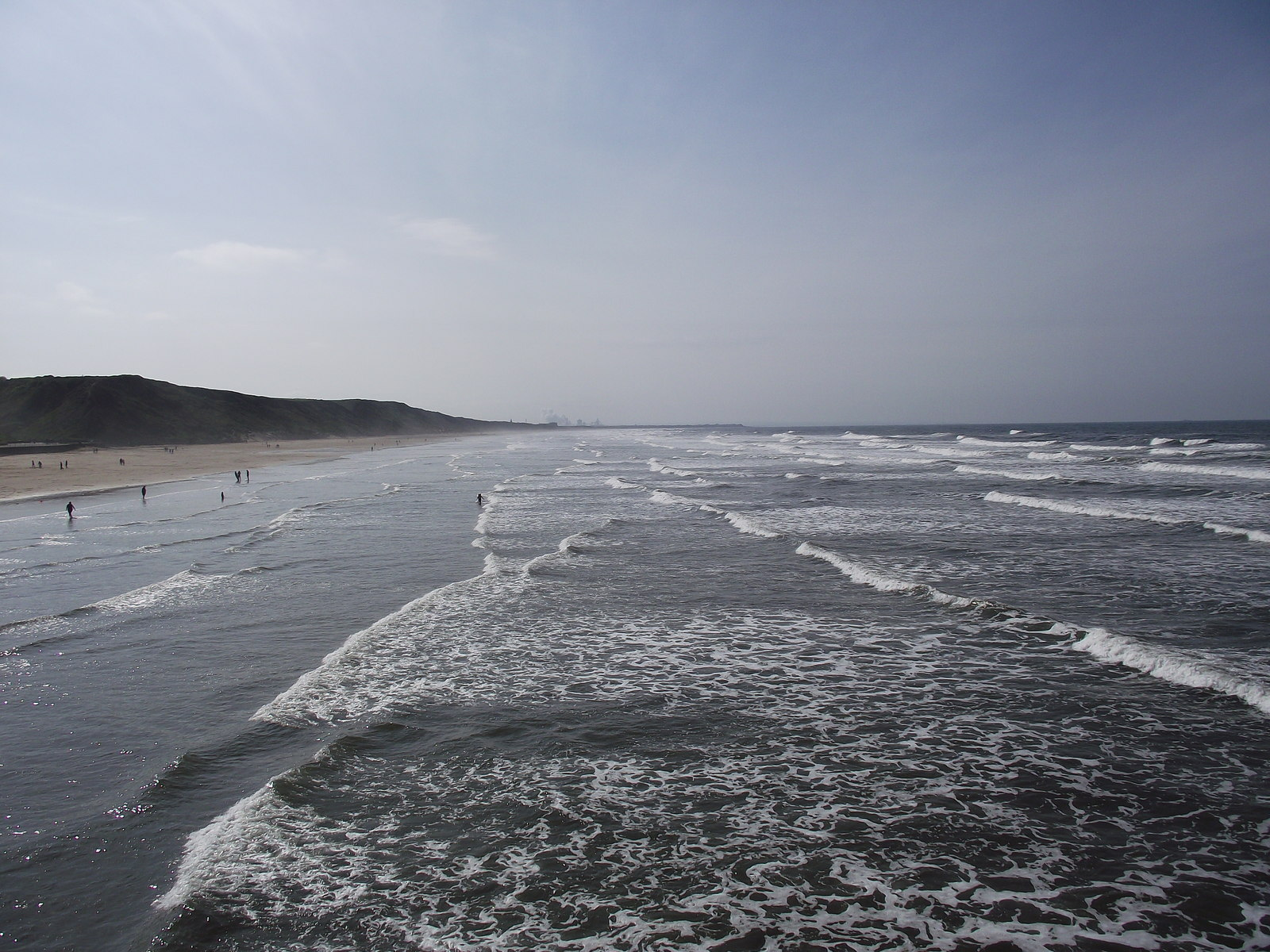
Breken van golven die een golfspanning veroorzaken

In de vloeistofmechanica is de golfspanning (Engels: radiation stress) de diepte-geïntegreerde – en vervolgens fasegemiddelde – overmatige impulsstroom,  veroorzaakt door de aanwezigheid van de oppervlaktegolven, die wordt uitgeoefend op de gemiddelde stroming. Deze verandering van deze spanning aan de kust levert een kracht op het water, die verantwoordelijk is voor de golfgedreven brandingsstroom en voor de golfopzet.  De golfspanningen gedragen zich als een tweede-orde tensor.
De golfspanningstensor, evenals een aantal van de implicaties ervan voor de fysica van de oppervlaktegolven en gemiddelde stromen, werden geformuleerd in een reeks van publicaties door Longuet-Higgins en Stewart in 1960-1964. Voor verdere informatie zie.
Golfspanning ontleent zijn Engelse naam (radiation stress) aan het analoge effect van stralingsdruk op elektromagnetische straling.

## Effect van de golfspanning
De golfspanningsspanningstensor beschrijft de extra aandrijving als gevolg van de aanwezigheid van de golven, die de gemiddelde diepte-geïntegreerde horizontale impuls in de vloeistoflaag verandert. Als gevolg hiervan veroorzaken wisselende stralingsspanningen veranderingen in de gemiddelde waterhoogte (golfopzet) en de gemiddelde stroom (golf-geïnduceerde stromen).
Golven hebben zowel energie als impuls. Dit zijn conservatieve grootheden, d.w.z.  ze kunnen niet verdwijnen, maar alleen omgezet worden in een andere vorm. Als golven bij de kust komen, wordt de golfenergie grotendeels omgezet in turbulentie, geluid en warmte. Een heel klein deel zorgt voor de brandingsstroom en de golfopzet. Omdat het energie-"verlies" door turbulentie, etc. niet te kwantificeren is, kan met een energiebalans de grootte van de brandingsstroom niet berekend worden. Met een impuls-balans kan dat wel omdat alle golfimpuls omgezet wordt in een kracht (wet van behoud van impuls).
In simpele bewoordingen kan je zeggen dat de impuls van de golf bij het breken van de golf omgezet wordt in een kracht. De component van deze kracht loodrecht op de kust zal het water opstuwen totdat er een evenwicht is met de door deze opstuwing verhoogde hydrostatische druk. Dit is de golfopzet. De component evenwijdig aan de kust zal het water versnellen, totdat de bodemwrijving een evenwicht maakt met de aandrijvende kracht. Dit is de brandingsstroom.

## Fysische betekenis
De golfspanning – de gemiddelde overmatige impulsstroom als gevolg van de aanwezigheid van de golven – speelt een belangrijke rol bij de uitleg en modellering van verschillende kustprocessen:
- De golfspanning bestaat uit een deel van een stralingsdruk die wordt uitgeoefend op de hoogte van het vrije oppervlak van de gemiddelde stroming. Indien de golfspanning ruimtelijk varieert, zoals in de brandingszone waar de golfhoogte afneemt door de branding, resulteert dit in veranderingen van de gemiddelde waterstand (golfopzet) (in het geval van een verhoogd niveau) en afzetting (voor een verlaagd waterpeil);
- Golfgedreven stroom, met name de brandingsstroom – door schuin invallende golven op een strand, introduceert de vermindering van de golfhoogte binnen de brandingszone (door breken) een variatie van de schuifspanningscomponent Sxy van de stralingsspanning over de breedte van de brandingszone. Dit zorgt voor de vorming van een golfgedreven lange kuststroom, die van belang is voor het sedimenttransport (longshore drift) en de daaruit voortvloeiende kustmorfologie;
- Gebonden lange golven of geforceerde lange golven, een deel van de infrazwaartegolven (infragravity golven) – voor golfgroepen varieert de golfspanning langs de groep. Als gevolg hiervan verspreidt een niet-lineaire lange golf zich samen met de groep, met de groepssnelheid van de gemoduleerde korte golven binnen de groep. Terwijl, volgens de dispersieverhouding, een lange golf van deze lengte zich op zijn eigen – hogere – fasesnelheid moet voortplanten. De amplitude van deze gebonden lange golf varieert met het kwadraat van de golfhoogte, en is alleen significant in ondiep water;
- Golfstroominteractie – in wisselende gemiddelde stroomvelden kunnen de energie-uitwisselingen tussen de golven en de gemiddelde stroom worden gemodelleerd aan de hand van de golfspanning.

## Afleiding

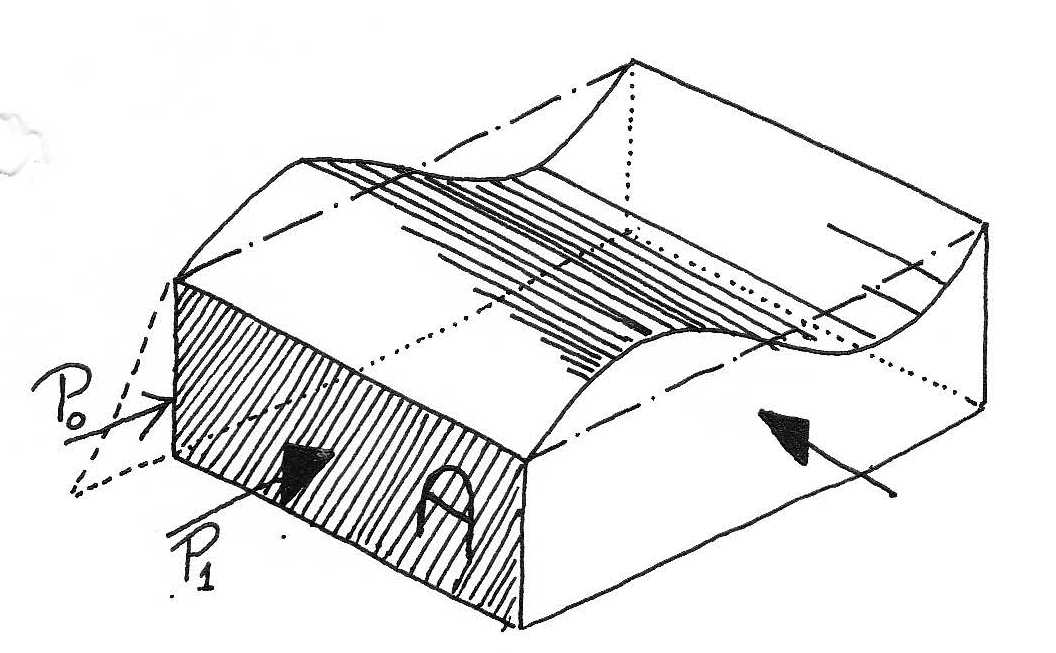
schema van de stralingsdruk in golven

Aan het getekende balansgebied wordt door het vlak A impuls toegevoerd, doordat de massa die er doorheen stroomt impuls heeft. Deze impulsstroom is aangegeven met P1. Ook de (hydrostatische) druk P0 voert impuls toe. De impulsstroom per eenheid van breedte door het vlak A is I=P0+P1. Hierin is:
P0=1/2 ρg h2
P1=ρ v2 h
(ρ = dichtheid water, h= waterdiepte v= snelheid van de waterdeeltjes)
Er is af te leiden (zie hieronder) dat bij golven in ondiep water Sxx=3/2 E en Syy = 1/2 E, waarin E de golfenergie is (E = 1⁄8ρgH2), hierin is H de golfhoogte
Dit geldt alleen als SYY evenwijdig is aan de golfkammen. Als overgegaan wordt op een coördinatenstelsel met de y-as evenwijdig aan de kust, dan wordt er een "schuifkracht" Sxy geïntroduceerd, die met de cirkel van Mohr te bepalen is.

### Bepalen van de golfspanning
Voor golfvoortplanting in één richting – bijvoorbeeld in de x-coördinaatrichting – is de component van de golfspanning van van het dynamische deel  Sxx. Dit wordt gedefinieerd als:
{\displaystyle S_{xx}={\overline {\int _{-h}^{\eta }\left(p+\rho {\tilde {u}}^{2}\right)\;{\text{d}}z}}-{\frac {1}{2}}\rho g\left(h+{\overline {\eta }}\right)^{2},}
waarbij p(x, z,t) de vloeistofdruk {\displaystyle {\tilde {u}}(x,z,t)} is, de horizontale x component van het oscillerende deel van de stroomsnelheidsvector,  z is de verticale coördinaat, t is tijd, z = −h(x) de bodemdiepte en z = η(x,t) de oppervlaktehoogte. Verder is ρ de vloeistofdichtheid en g is de versnelling door zwaartekracht, terwijl een overstreping staat voor fase-gemiddelde waarden. De laatste term aan de rechterkant, ½ ρg(h+η)2, is de integraal van de hydrostatische druk over de waterdiepte.
De golfspanning Sxx voor lopende, periodieke golven worden bepaald aan de hand van de eigenschappen van de lineaire golftheorie met:
{\displaystyle S_{xx}=\left(2{\frac {c_{g}}{c_{p}}}-{\frac {1}{2}}\right)E},
waarbij cp de fasesnelheid is en cg de groepssnelheid van de golven. Voor diep water cg = ½ cp, voor ondiep water (dus in de brandingszone) cg=cp.  Verder is E de gemiddelde diepte geïntegreerde golfenergiedichtheid (de som van de kinetische en potentiële energie) per eenheid horizontaal gebied. De gemiddelde energiedichtheid E is gelijk aan
{\displaystyle E={\frac {1}{2}}\rho ga^{2}={\frac {1}{8}}\rho gH^{2},}
Hierin is a de golfamplitude en H = 2a is de golfhoogte. Dit geldt voor regelmatige golven. Voor zeegolven moet de waarde Hrms gebruikt worden, waarbij  Hrms = Hm0 / √2;  Hm0 is de significante golfhoogte bepaald uit het spectrum. Dan geldt: {\displaystyle E={\frac {1}{16}}\rho gH_{m0}^{2}}

### Golven die schuin invallen

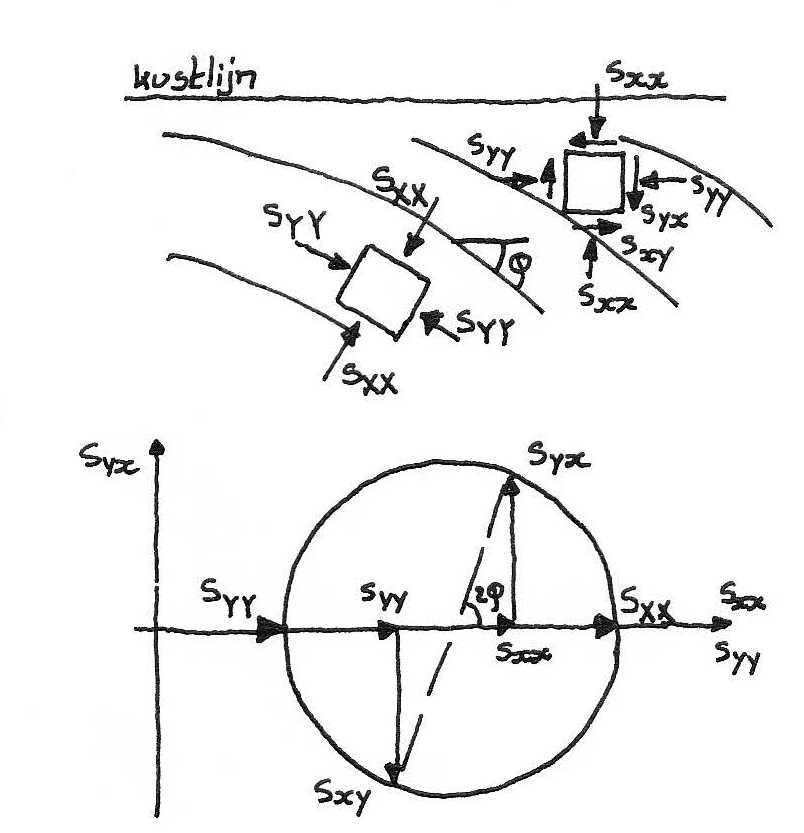
Ontbinden van de golfspanning in een richting evenwijdig aan de kust en loodrecht op de kust

Voor toepassing is het belangrijk om de kracht loodrecht op de kust en evenwijdig aan de kust te kennen. Hiervoor moeten SXX en SYY ontbonden worden. De waarden evenwijdig aan de kust heten (zie figuur) Syy en loodrecht op de kust Sxx (met kleine letters). Dit geeft ook de waarden Sxy en Syx. Grafisch is dit te bepalen met de cirkel van Mohr (onderste figuur).
Hieruit volgt: {\displaystyle {\begin{matrix}S_{xx}={\frac {S_{XX}+S_{YY}}{2}}+{\frac {S_{XX}-S_{YY}}{2}}\cos 2\phi \\S_{yy}={\frac {S_{XX}+S_{YY}}{2}}-{\frac {S_{XX}-S_{YY}}{2}}\cos 2\phi \\S_{xy}=(S_{XX}-S_{YY})\sin \phi \cos \phi \end{matrix}}}
waarin {\displaystyle \phi } de hoek is tussen de golfkam en de dieptelijnen. Voor ondiep water (dus in de brandingszone) gaan deze vergelijkingen over in:
{\displaystyle {\begin{matrix}S_{xx}=E\left(1+{\frac {1}{2}}\cos 2\phi \right)\\S_{yy}=E\left(1+{\frac {1}{2}}\cos 2\phi \right)\\S_{xy}=E\sin \phi \cos \phi \end{matrix}}}
De verandering van impuls is volgens Newton {\displaystyle \left({d(mv) \over dx}=F\right)} gelijk aan uitgeoefende kracht. In dit geval geeft de verandering in de x-richting van de x-gerichte impuls (dus van {\displaystyle S_{xx}}) een kracht op het water die voor de golfopzet zorgt, en de verandering in de x-richting van de y-gerichte impuls (dus van {\displaystyle S_{xy}}) de aandrijvende kracht van de langsstroom. In de y-richting (dus evenwijdig aan de kust) verandert de impuls dus niet, dus {\displaystyle S_{yy}} verandert niet. Als de snelheid van de langsstroom (de brandingsstroom) zodanig groot is dat de bodemweerstand gelijk is aan de aandrijvende kracht, treedt er geen versnelling meer op, en heeft de langsstroom een constante snelheid. Dit treedt al vrij snel op.